# HTC 바이브

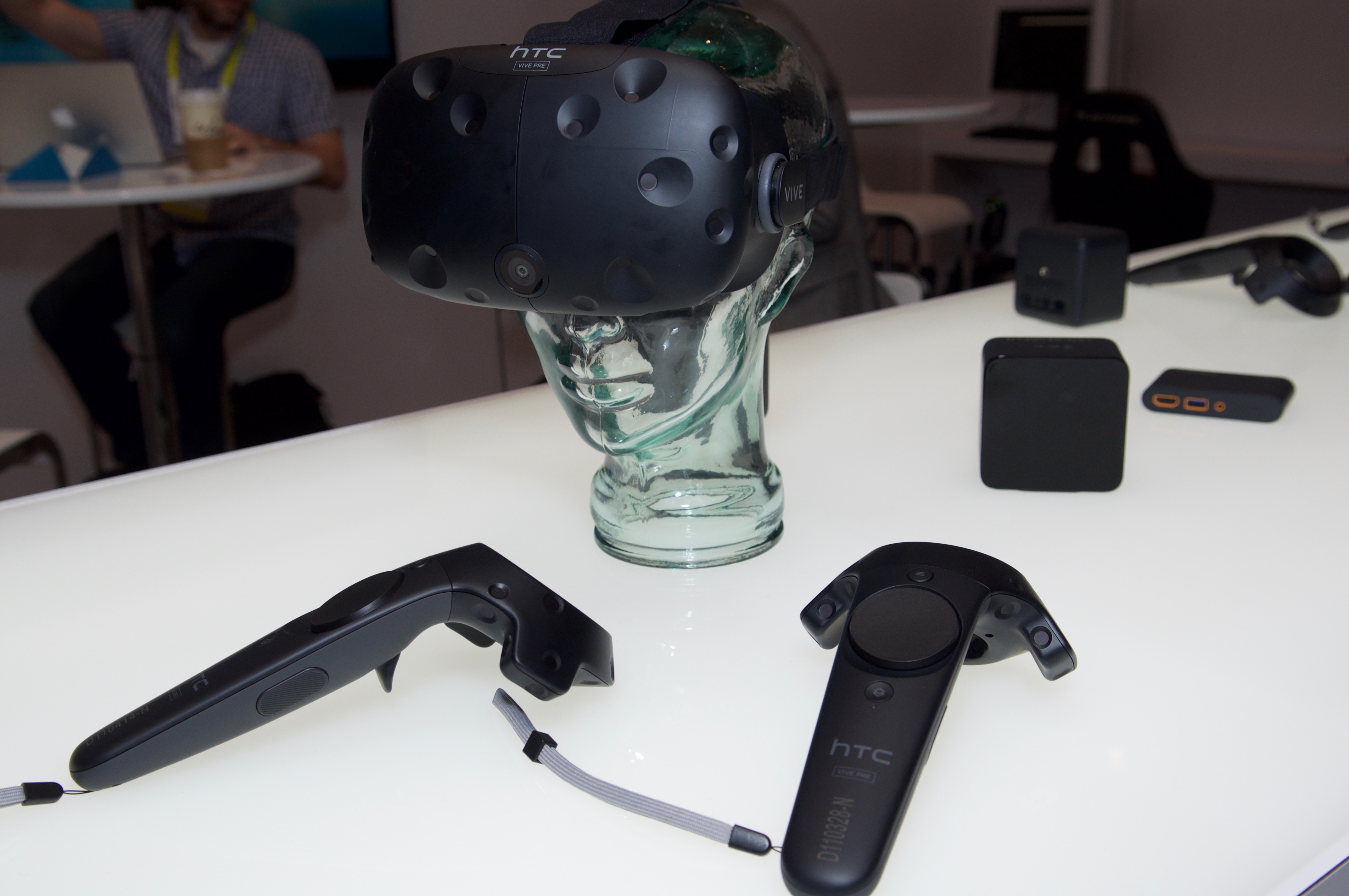
카메라가 장착된 HTC 바이브 헤드 마운티드 디스플레이. 2개의 무선 핸드헬드 컨트롤러와 2개의 라이트하우스 베이스스테이션이 있다.

HTC 바이브(HTC Vive)는 HTC와 밸브 코퍼레이션이 개발한 가상 현실 헤드셋의 하나로, 2016년 4월 5일 출시되었다. 이 헤드셋은 룸 스케일 기술을 활용하여 센서를 통해 방을 3차원 공간으로 변화시켜 주도록 설계되어 있으며, 가상 현실을 통해 사용자가 자연스럽게 탐험할 수 있고 걸을 수도 있으며 모션 추적 핸드헬드 컨트롤러를 사용하여 생생하게 물체를 조작하고, 정확도 있게 상호작용하며 통신하며 에워싸는듯한 환경을 경험할 수 있다.
2015년 3월, HTC의 모바일 월드 콩그레스 키노트 중에 공개된 HTC 바이브는 그 이후로 CES 2016에서 CES 최고의 상을 포함 22개 이상의 상을 받았다.

## 개발
밸브가 제작한 가상 현실 시스템의 프로토타입은 2014년에 시연되었다. 2015년 2월 23일, 밸브는 2015 게임 개발자 회의에서 "스팀VR 하드웨어 시스템"을 시연할 것이라 발표하였다. HTC는 공식적으로 "바이브"라는 장치를 2015년 3월 1일 모바일 월드 콩그레스 키노트 기간 중 공개하였다.  선주문은 2016년 2월 29일 오전 10시(EST)에 시작하였다. 밸브와 HTC는 그 이후로 헤드셋이 선별된 개발자들에게는 무료일 것이라 발표하였다.

## 바이브 프로
2018년 1월 8일, HTC는 HTC 바이브 프로(HTC Vive Pro)라는 이름의 업그레이드된 바이브 모델을 공개했다. 안구 하나에 1440x1600에 이르는 더 높은 해상도의 디스플레이를 갖추고 헤드폰 탈착이 가능하며 노이즈 캔슬링 분석을 위한 마이크가 있으며, 무게가 더 가벼워졌다.
2018년 4월 5일, HTC는 바이브 프로, 오리지널 1.0 베이스 스테이션, 컨트롤러가 포함된 바이브 프로 번들의 판매를 시작했다.
2018년 4월 23일, HTC는 바이브 프로, 신형 2.0 베이스 스테이션, 컨트롤러가 포함된 바이브 프로 번들의 판매를 시작했다.

## 갤러리

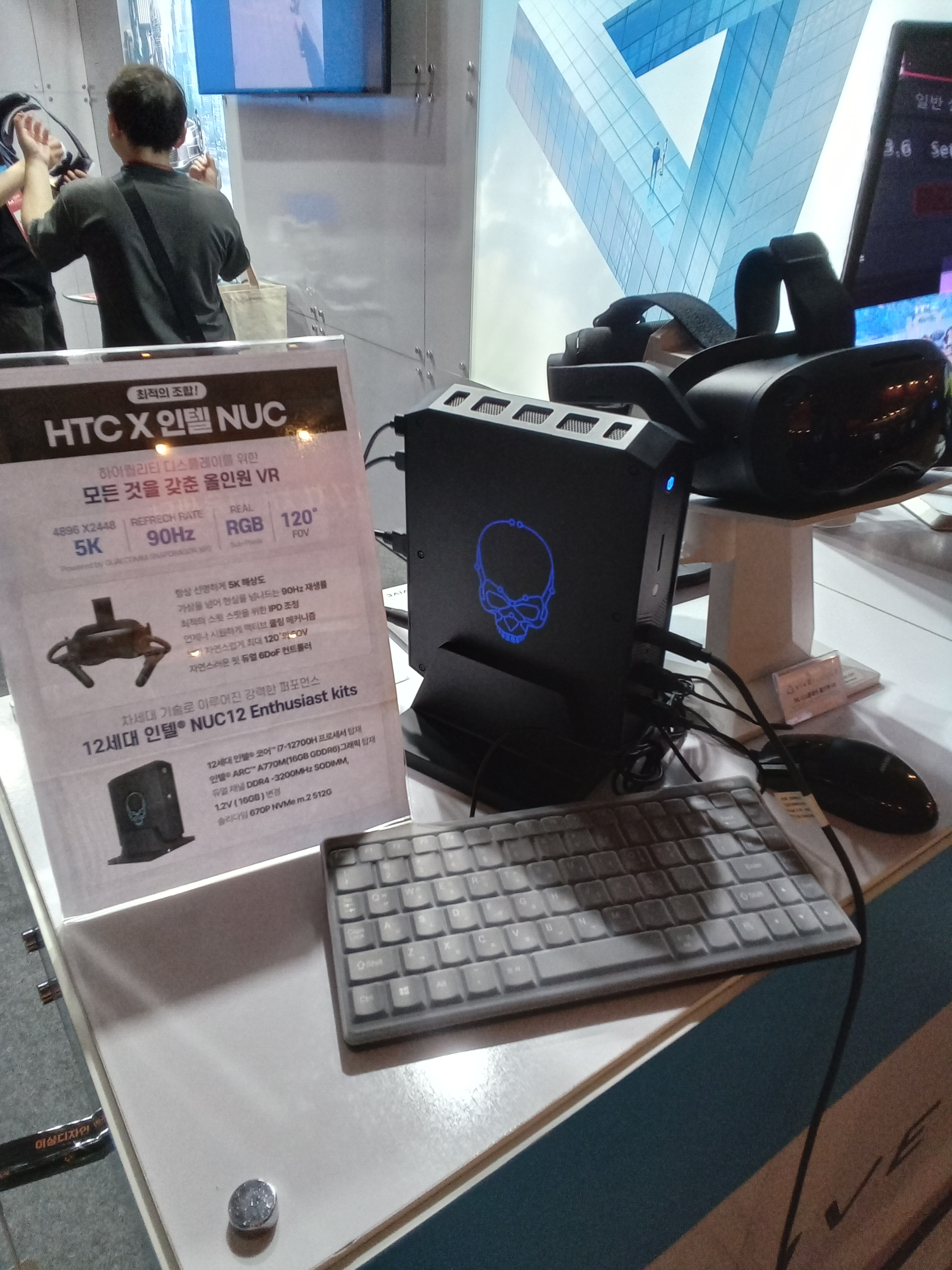
2023년 메타버스엑스포에서